# José Miguel Gómez Rodríguez

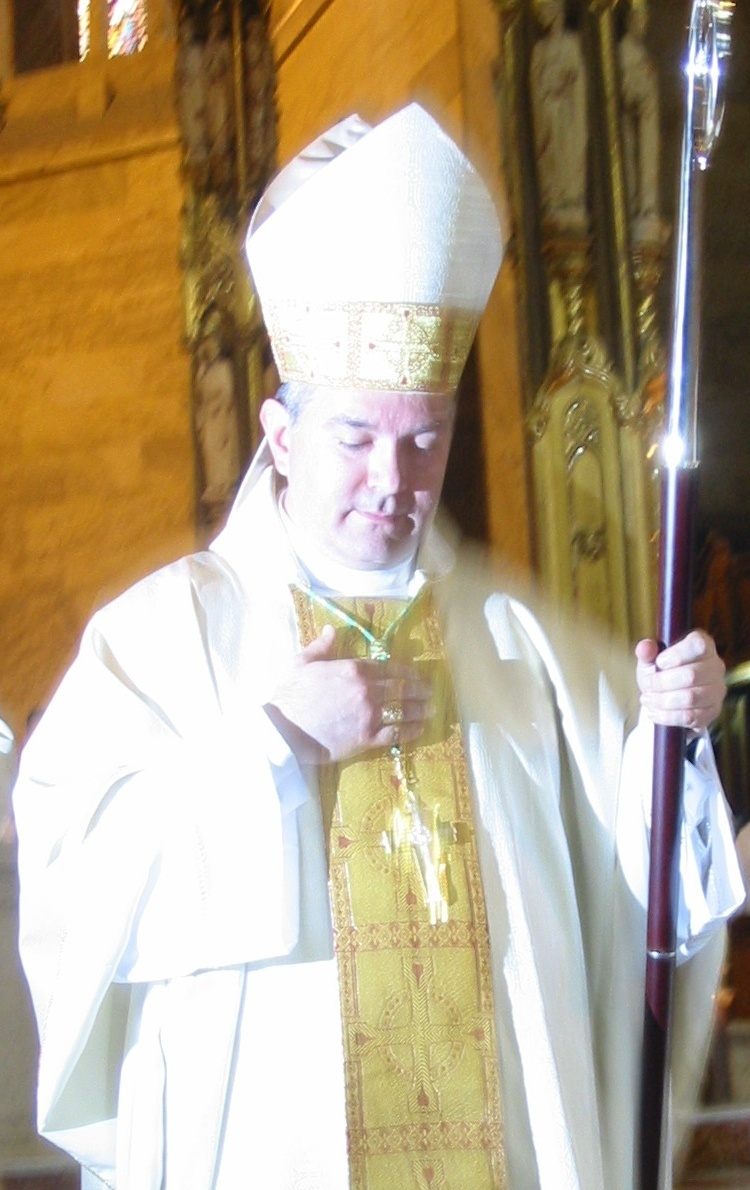
José Miguel Gómez Rodríguez, 2005

José Miguel Gómez Rodríguez (* 24. April 1961 in Bogotá) ist ein kolumbianischer Geistlicher und römisch-katholischer Erzbischof von Manizales.

## Leben
Der Erzbischof von Manizales, José de Jesús Pimiento Rodriguez, spendete ihm am 2. Februar 1987 die Priesterweihe.
Papst Johannes Paul II. ernannte ihn am 22. November 2004 zum Bischof von Líbano-Honda.
Die Bischofsweihe spendete ihm der emeritierte Erzbischof von Manizales, José de Jesús Pimiento Rodriguez, am 5. Februar des nächsten Jahres; Mitkonsekratoren waren Pedro Kardinal Rubiano Sáenz, Erzbischof von Bogotá, und Fabio Betancur Tirado, Erzbischof von Manizales. Die Amtseinführung fand am 12. Februar 2005 statt.
Papst Franziskus ernannte ihn am 23. Februar 2015 zum Bischof von Facatativá. Am 25. April 2021 ernannte ihn Papst Franziskus zum Erzbischof von Manizales. Die Amtseinführung fand am 5. Juni desselben Jahres statt.